# 2014 en animation asiatique
Voir aussi: 2014 au cinéma - 2014 à la télévision
2013 en animation asiatique - 2014 en animation asiatique - 2015 en animation asiatique

## Principales diffusions en France

### Films
- 22 janvier : Le vent se lève (cinéma)
- 28 mai : L'Île de Giovanni (cinéma)
- 25 juin : Le Conte de la princesse Kaguya (cinéma)

### Séries télévisées
- 1er septembre : Sword Art Online
- 5 septembre : L'Attaque des Titans

## Principales diffusions au Japon
| Saison            | Début diffusion                                             | Titre                | Format                                  | Studio d'animation | Chaîne de diffusion |
| H I V E R         |                                                             |                      |                                         |                    |                     |
| 4 janvier         | Future Card Buddyfight                                      | Série télévisée      | OLM Studio Xebec                        | TV Tokyo           |                     |
| 4 janvier         | Mushishi: Tokubetsu-hen                                     | Episode spécial      | Artland                                 | Tokyo MX           |                     |
| 4 janvier         | Robot Girls Z                                               | Série télévisée      | Toei animation                          | Toei Channel       |                     |
| 4 janvier         | Saikin Imouto no Yosu                                       | Série télévisée      | Project No.9                            | Tokyo MX           |                     |
| 4 janvier         | Seitokai Yakuindomo (saison 2)                              | Série télévisée      | GoHands                                 | AT-X               |                     |
| 5 janvier         | Buddy Complex (en)                                          | Série télévisée      | Sunrise                                 | Tokyo MX           |                     |
| 5 janvier         | Minna Atsumare Falcom Gakuen                                | Série télévisée      | Chara Ani Dax Production                | Tokyo MX           |                     |
| 5 janvier         | Nobunaga the Fool                                           | Série télévisée      | Satelight                               | TV Tokyo           |                     |
| 5 janvier         | Nobunagun                                                   | Série télévisée      | Bridge                                  | Tokyo MX           |                     |
| 5 janvier         | Noragami                                                    | Série télévisée      | Bones                                   | Tokyo MX           |                     |
| 5 janvier         | Saki Zenkoku-hen                                            | Série télévisée      | Studio Gokumi                           | TV Tokyo           |                     |
| 5 janvier         | Space Dandy                                                 | Série télévisée      | Bones                                   | Tokyo MX           |                     |
| 5 janvier         | Tonari no Seki-kun                                          | Série télévisée      | Shin-Ei Animation                       | TV Tokyo           |                     |
| 5 janvier         | Witchcraft Works                                            | Série télévisée      | J.C.Staff                               | Tokyo MX           |                     |
| 6 janvier         | D-Frag!                                                     | Série télévisée      | White Fox                               | TV Tokyo           |                     |
| 6 janvier         | Love Song pour un Pilote                                    | Série télévisée      | TMS Entertainment                       | Tokyo MX           |                     |
| 6 janvier         | Super Sonico The Animation                                  | Série télévisée      | Brain's Base                            | AT-X               |                     |
| 7 janvier         | Hamatora                                                    | Série télévisée      | NAZ                                     | TV Tokyo           |                     |
| 7 janvier         | Wooser no Sono Higurashi Kakusei Hen                        | Série télévisée      | Sanzigen                                | TV Tokyo           |                     |
| 8 janvier         | Love, Chunibyo and Other Delusions! (saison 2)              | Série télévisée      | Kyoto Animation                         | Tokyo MX           |                     |
| 8 janvier         | Mikakunin de Shinkoukei                                     | Série télévisée      | Dogakobo                                | ABC                |                     |
| 8 janvier         | Onee-chan ga Kita                                           | Série télévisée      | C2C                                     | Tokyo MX           |                     |
| 8 janvier         | Yōkai Watch                                                 | Série télévisée      | OLM                                     | TV Tokyo           |                     |
| 9 janvier         | Go! Go! 575                                                 | Série télévisée      | C2C                                     | Tokyo MX           |                     |
| 9 janvier         | Hōzuki no reitetsu                                          | Série télévisée      | Wit Studio                              | MBS                |                     |
| 9 janvier         | Magical Warfare                                             | Série télévisée      | Madhouse                                | TBS                |                     |
| 9 janvier         | Pupa                                                        | Série télévisée      | Studio Deen                             | Tokyo MX           |                     |
| 9 janvier         | Sakura Trick                                                | Série télévisée      | Studio Deen                             | TBS                |                     |
| 9 janvier         | Silver Spoon (saison 2)                                     | Série télévisée      | A-1 Pictures                            | Fuji TV            |                     |
| 9 janvier         | Strange Plus                                                | Série télévisée      | Dream Creation                          | Teletama           |                     |
| 9 janvier         | Z/X Ignition                                                | Série télévisée      | /                                       | TV Tokyo           |                     |
| 10 janvier        | Nōrin                                                       | Série télévisée      | Silver Link                             | Tokyo MX           |                     |
| 10 janvier        | Wake Up, Girls!                                             | Série télévisée Film | Ordet Tatsunoko Production              | TV Tokyo Cinéma    |                     |
| 11 janvier        | Nisekoi                                                     | Série télévisée      | Shaft                                   | Tokyo MX           |                     |
| 11 janvier        | Sekai Seifuku, le complot de Zvezda                         | Série télévisée      | A-1 Pictures                            | Tokyo MX           |                     |
| 12 janvier        | Wizard Barristers                                           | Série télévisée      | Arms                                    | Tokyo MX           |                     |
| 15 janvier        | Inari KonKon Koi Iroha.                                     | Série télévisée      | Production IMS                          | Tokyo MX           |                     |
| 15 janvier        | Maken-ki! Two (saison 2)                                    | Série télévisée      | Studio Xebec                            | Tokyo MX           |                     |
| 17 janvier        | A Town Where You Live                                       | OAD                  | Gonzo                                   | DVD                |                     |
| 25 janvier        | Fate/kaleid liner Prisma Illya                              | OAD                  | Silver Link                             | DVD                |                     |
| 25 janvier        | The Idolmaster Movie                                        | Film                 | A-1 Pictures                            | Cinéma             |                     |
| 29 janvier        | Unbreakable Machine-Doll                                    | OAV                  | Lerche                                  | DVD/Bluray         |                     |
| 29 janvier        | Little Busters! EX                                          | OAV                  | J.C.Staff                               | DVD/Bluray         |                     |
| 2 février         | HappinessCharge PreCure!                                    | Série télévisée      | Toei animation                          | TV Asahi           |                     |
| 22 février        | L'Île de Giovanni                                           | Film                 | Production I.G.                         | Cinéma             |                     |
| P R I N T E M P S |                                                             |                      |                                         |                    |                     |
| 1er avril         | Majin Bone                                                  | Série télévisée      | Toei animation Gallop                   | TV Tokyo           |                     |
| 2 avril           | Disk Wars Avengers                                          | Série télévisée      | Toei animation                          | TV Tokyo           |                     |
| 3 avril           | 12-sai.                                                     | OAD                  | SynergySP                               | DVD                |                     |
| 3 avril           | Akuma no Riddle                                             | Série télévisée      | Diomedea                                | MBS                |                     |
| 3 avril           | Blade and Soul                                              | Série télévisée      | Gonzo                                   | TBS                |                     |
| 3 avril           | Bokura wa minna kawaisou                                    | Série télévisée      | Brain's Base                            | TBS, BS-TBS        |                     |
| 3 avril           | Inugami-san to Nekoyama-san                                 | Série télévisée      | Seven                                   | Teletama           |                     |
| 3 avril           | Selector Infected Wixoss                                    | Série télévisée      | J. C. Staff                             | MBS                |                     |
| 4 avril           | JoJo's Bizarre Adventure: Stardust Crusaders                | Série télévisée      | David Production                        | Tokyo MX           |                     |
| 4 avril           | Mushishi: Zoku-shō                                          | Série télévisée      | Artland                                 | Tokyo MX           |                     |
| 5 avril           | Captain Earth                                               | Série télévisée      | Bones                                   | MBS                |                     |
| 5 avril           | La Corde d'or: Blue Sky                                     | Série télévisée      | TYO Animations                          | Nippon TV          |                     |
| 5 avril           | Les Enquêtes de Kindaichi : Le Retour                       | Série télévisée      | Toei Animation                          | Nippon TV          |                     |
| 5 avril           | Fairy Tail                                                  | Série télévisée      | A-1 Pictures, Bridge                    | TV Tokyo           |                     |
| 5 avril           | Kamigami no Asobi                                           | Série télévisée      | Brain's Base                            | Tokyo MX           |                     |
| 5 avril           | Kenzen Robo Daimidaler                                      | Série télévisée      | TNK                                     | AT-X               |                     |
| 5 avril           | Lady Jewelpet                                               | Série télévisée      | Zexcs Gallop                            | TV Tokyo           |                     |
| 5 avril           | Pretty Rhythm: All Star Selection                           | Série télévisée      | Tatsunoko Production, DongWoo Animation | TV Tokyo           |                     |
| 5 avril           | Seikoku no Dragonar                                         | Série télévisée      | C-Station                               | AT-X               |                     |
| 5 avril           | The Irregular at Magic High School                          | Série télévisée      | Madhouse                                | Tokyo MX           |                     |
| 5 avril           | The World Is Still Beautiful                                | Série télévisée      | Pierrot                                 | Nippon TV          |                     |
| 6 avril           | Abarenbo Rikishi!! Matsutaro                                | Série télévisée      | Toei animation                          | TV Asahi           |                     |
| 6 avril           | Baby Steps                                                  | Série télévisée      | Pierrot                                 | NHK-E              |                     |
| 6 avril           | Broken Blade                                                | Série télévisée      | Production I.G, Studio Xebec            | Tokyo MX           |                     |
| 6 avril           | Brynhildr in the Darkness                                   | Série télévisée      | Arms                                    | Tokyo MX           |                     |
| 6 avril           | Dragon Ball Z Kai (Saga Boo)                                | Série télévisée      | Toei animation                          | Fuji TV            |                     |
| 6 avril           | Haikyū!!                                                    | Série télévisée      | Production I.G                          | MBS, TBS           |                     |
| 6 avril           | Isshūkan Friends                                            | Série télévisée      | Brain's Base                            | Tokyo MX           |                     |
| 6 avril           | Kanojo ga Flag wo Oraretara                                 | Série télévisée      | Hoods Entertainment                     | Tokyo MX           |                     |
| 6 avril           | Love Live! (Saison 2)                                       | Série télévisée      | Sunrise                                 | Tokyo MX           |                     |
| 6 avril           | Yu-Gi-Oh! Arc-V                                             | Série télévisée      | Gallop                                  | TV Tokyo           |                     |
| 7 avril           | Dragon Collection                                           | Série télévisée      | OLM                                     | TV Tokyo           |                     |
| 7 avril           | Hero Bank                                                   | Série télévisée      | TMS Entertainment                       | TV Tokyo           |                     |
| 7 avril           | Mangaka-san to Assistant-san to                             | Série télévisée      | Zexcs                                   | Tokyo MX           |                     |
| 7 avril           | Monster Retsuden Oreca Battle                               | Série télévisée      | OLM, Studio Xebec                       | TV Tokyo           |                     |
| 8 avril           | Black Bullet                                                | Série télévisée      | Kinema Citrus                           | AT-X               |                     |
| 8 avril           | Mahō Shōjo Taisen                                           | Série télévisée      | Gainax                                  | Tokyo MX           |                     |
| 8 avril           | Soul Eater Not!                                             | Série télévisée      | Bones                                   | TV Tokyo           |                     |
| 9 avril           | L'Attaque des Titans                                        | OAD 2                | Wit Studio                              | DVD                |                     |
| 9 avril           | Fūun Ishin Dai Shōgun                                       | Série télévisée      | J. C. Staff                             | Tokyo MX           |                     |
| 9 avril           | Hitsugi no Chaika                                           | Série télévisée      | Bones                                   | Tokyo MX           |                     |
| 9 avril           | No Game No Life                                             | Série télévisée      | Madhouse                                | AT-X               |                     |
| 9 avril           | Tenkai Knights                                              | Série télévisée      | Bones                                   | Tokyo MX           |                     |
| 10 avril          | Atelier Escha & Logy: The Alchemists of Dusk Sky            | Série télévisée      | Studio Gokumi                           | Tokyo MX           |                     |
| 10 avril          | Gochūmon wa usagi desu ka?                                  | Série télévisée      | White Fox                               | Tokyo MX           |                     |
| 10 avril          | Knights of Sidonia                                          | Série télévisée      | Polygon Pictures                        | MBS, TBS           |                     |
| 10 avril          | Nanana's Buried Treasure                                    | Série télévisée      | A-1 Pictures                            | Fuji TV            |                     |
| 10 avril          | Ping pong                                                   | Série télévisée      | Tatsunoko Production                    | Fuji TV            |                     |
| 11 avril          | Date A Live II                                              | Série télévisée      | Production IMS                          | Tokyo MX           |                     |
| 12 avril          | Mekaku City Actors                                          | Série télévisée      | Shaft                                   | Tokyo MX           |                     |
| 19 avril          | Détective Conan : Le Sniper dimensionnel                    | Film                 | TMS Entertainment                       | Cinéma             |                     |
| 21 avril          | M3 The Dark Metal                                           | Série télévisée      | Satelight                               | Tokyo MX           |                     |
| 23 avril          | Little Busters! EX                                          | OAV 4                | J. C. Staff                             | DVD                |                     |
| 26 avril          | Tamako Love Story                                           | Film                 | Kyoto Animation                         | Cinéma             |                     |
| 26 avril          | Sora no otoshimono Final: Eternal My Master                 | Film                 | Production IMS                          | Cinéma             |                     |
| 16 mai            | Sinbad no Bōken                                             | OAD                  | Lay-duce                                | DVD                |                     |
| E T E             |                                                             |                      |                                         |                    |                     |
| 1er juillet       | Ai Mai Mi: Mousou Catastrophe (saison 2)                    | Série télévisée      | Seven                                   | AT-X               |                     |
| 2 juillet         | Bakumatsu Rock                                              | Série télévisée      | Studio Deen                             | Tokyo MX           |                     |
| 2 juillet         | Beyond the Boundary 0                                       | OAV                  | Kyoto Animation                         | DVD/Blu-ray        |                     |
| 2 juillet         | Free! Eternal Summer                                        | Série télévisée      | Kyoto Animation                         | ABC                |                     |
| 3 juillet         | Futsū no Joshikōsei ga Locodol Yattemita                    | Série télévisée      | feel.                                   | TBS, BS-TBS        |                     |
| 3 juillet         | Glasslip                                                    | Série télévisée      | P.A. Works                              | Tokyo MX           |                     |
| 3 juillet         | Rail Wars!                                                  | Série télévisée      | Passione                                | TBS, BS-TBS        |                     |
| 3 juillet         | Tokyo Ghoul                                                 | Série télévisée      | Pierrot                                 | Tokyo MX           |                     |
| 5 juillet         | Aldnoah.Zero                                                | Série télévisée      | A-1 Pictures, Troyca                    | Tokyo MX           |                     |
| 5 juillet         | Barakamon                                                   | Série télévisée      | Kinema Citrus                           | Nippon TV          |                     |
| 5 juillet         | Girls und Panzer: Kore ga Hontou no Anzio-sen Desu!         | OAV                  | Actas                                   | Blu-ray            |                     |
| 5 juillet         | Pretty Guardian Sailor Moon Crystal                         | Série télévisée      | Toei animation                          | Niconico           |                     |
| 5 juillet         | Pri Para                                                    | Série télévisée      | Tatsunoko Production, Dongwo            | TV Tokyo           |                     |
| 5 juillet         | Sengoku Basara: Judge End                                   | Série télévisée      | Telecom Animation Film                  | Nippon TV          |                     |
| 5 juillet         | Shōnen Hollywood: Holly Stage for 49                        | Série télévisée      | Zexcs                                   | Tokyo MX           |                     |
| 5 juillet         | Sword Art Online II                                         | Série télévisée      | A-1 Pictures                            | Tokyo MX           |                     |
| 6 juillet         | Francesca: Girls Be Ambitious                               | Série télévisée      | Telecom Animation Film                  | UHB                |                     |
| 6 juillet         | Gekkan Shōjo Nozaki-kun                                     | Série télévisée      | Doga Kobo                               | TV Tokyo           |                     |
| 6 juillet         | Jinsei                                                      | Série télévisée      | feel.                                   | Tokyo MX           |                     |
| 6 juillet         | Maido! Urayasu Tekkin Kazoku                                | Série télévisée      | Studio Deen                             | Tokyo MX           |                     |
| 6 juillet         | Red Eyes Sword: Akame ga Kill!                              | Série télévisée      | White Fox                               | Tokyo MX           |                     |
| 6 juillet         | Sabagebu!                                                   | Série télévisée      | Pierrot                                 | Tokyo MX           |                     |
| 6 juillet         | Barakamon                                                   | Série télévisée      | Kinema Citrus                           | NTV                |                     |
| 6 juillet         | Space Dandy (saison 2)                                      | Série télévisée      | Bones                                   | Tokyo MX           |                     |
| 7 juillet         | Blue Spring Ride                                            | Série télévisée      | Production I.G                          | Tokyo MX           |                     |
| 7 juillet         | Hanayamata                                                  | Série télévisée      | Madhouse                                | TV Tokyo           |                     |
| 7 juillet         | Himegoto                                                    | Série télévisée      | Studio Deen                             | BS11               |                     |
| 7 juillet         | Re: Hamatora (saison 2)                                     | Série télévisée      | Lerche                                  | TV Tokyo           |                     |
| 8 juillet         | Momo Kyun Sword                                             | Série télévisée      | Tri-Slash, Project No.9                 | Tokyo MX           |                     |
| 9 juillet         | Yama no Susume (saison 2)                                   | Série télévisée      | 8bit                                    | Tokyo MX           |                     |
| 9 juillet         | Fate/kaleid liner Prisma Illya 2wei!                        | Série télévisée      | Silver Link                             | Tokyo MX           |                     |
| 9 juillet         | Magimoji Rurumo                                             | Série télévisée      | J. C. Staff                             | Tokyo MX           |                     |
| 10 juillet        | Terror in Resonance                                         | Série télévisée      | MAPPA                                   | Fuji TV            |                     |
| 10 juillet        | Psycho-Pass Extended Edition                                | Série télévisée      | Production I.G                          | Fuji TV            |                     |
| 10 juillet        | Black Butler: Book of Circus                                | Série télévisée      | A-1 Pictures                            | MBS                |                     |
| 10 juillet        | Persona 4: The Golden Animation                             | Série télévisée      | A-1 Pictures                            | MBS                |                     |
| 11 juillet        | Nobunaga Concerto                                           | Série télévisée      | Fuji TV                                 | Fuji TV            |                     |
| 11 juillet        | Rokujōma no Shinryakusha!?                                  | Série télévisée      | Silver Link                             | Tokyo MX           |                     |
| 11 juillet        | Shin Strange Plus                                           | Série télévisée      | Seven, Dream Creation                   | /                  |                     |
| 11 juillet        | Tokyo ESP                                                   | Série télévisée      | Studio Xebec                            | Tokyo MX           |                     |
| 12 juillet        | K: Missing Kings                                            | Film                 | GoHands                                 | Cinéma             |                     |
| 14 juillet        | Seirei Tsukai no Blade Dance                                | Série télévisée      | TNK                                     | AT-X               |                     |
| 17 juillet        | Noragami                                                    | OAV 2                | Bones                                   | DVD                |                     |
| 18 juillet        | Mushibugyo                                                  | OAV                  | Seven Arcs                              | DVD                |                     |
| 19 juillet        | Souvenirs de Marnie                                         | Film                 | Studio Ghibli                           | Cinéma             |                     |
| 19 juillet        | Pokémon XY, le film : Diancie et le cocon de l'annihilation | Film                 | OLM                                     | Cinéma             |                     |
| 23 juillet        | Non Non Biyori                                              | OAD                  | Silver Link                             | DVD                |                     |
| 30 juillet        | Little Busters! EX                                          | OAD                  | J. C. Staff                             | DVD                |                     |
| 8 août            | L'Attaque des Titans                                        | OAD                  | Wit Studio                              | DVD                |                     |
| 16 août           | Hanamonogatari                                              | Série télévisée      | Shaft                                   | Tokyo MX           |                     |
| 18 août           | Sinbad no Bōken                                             | OAD                  | Lay-duce                                | DVD                |                     |
| 20 août           | Terra Formars                                               | OAV                  | Liden Films                             | DVD                |                     |
| 23 août           | New Initial D: The Movie 1                                  | Film                 | Liden Films, Sanzigen                   | Cinéma             |                     |
| 29 août           | Ano Natsu de Matteru                                        | OAV                  | J. C. Staff                             | Blu-ray            |                     |
| A U T O M N E     |                                                             |                      |                                         |                    |                     |
| 26 septembre      | Terra Formars                                               | Série télévisée      | Liden Films                             | TV Tokyo           |                     |
| 28 septembre      | Tribe Cool Crew                                             | Série télévisée      | Sunrise BN Pictures (depuis avril 2015) | TV Asahi           |                     |
| 29 septembre      | Buddy Complex Kanketsu-hen                                  | Série télévisée      | Sunrise                                 | Tokyo MX           |                     |
| 2 octobre         | Aikatsu! (saison 3)                                         | Série télévisée      | Sunrise                                 | TV Tokyo           |                     |
| 2 octobre         | Amagi Brilliant Park                                        | Série télévisée      | Kyoto Animation                         | TBS                |                     |
| 2 octobre         | Danna ga Nani wo Itteiru ka Wakaranai Ken                   | Série télévisée      | Seven                                   | Teletama           |                     |
| 2 octobre         | Denkigai no Honya-san                                       | Série télévisée      | Shin-Ei Animation                       | Tokyo MX           |                     |
| 2 octobre         | Gundam Reconguista in G                                     | Série télévisée      | Sunrise                                 | MBS                |                     |
| 3 octobre         | Garo: Honō no Kokuin                                        | Série télévisée      | MAPPA                                   | TV Tokyo           |                     |
| 3 octobre         | Nisekoi                                                     | OAV                  | Shaft                                   | DVD                |                     |
| 3 octobre         | Selector Spread WIXOSS                                      | Série télévisée      | J. C. Staff                             | Tokyo MX           |                     |
| 4 octobre         | Cross Ange: Tenshi to Ryū no Rondo                          | Série télévisée      | Sunrise                                 | Tokyo MX           |                     |
| 4 octobre         | Donten ni Warau                                             | Série télévisée      | Doga Kobo                               | Nippon TV          |                     |
| 4 octobre         | Fate/stay night: Unlimited Blade Works                      | Série télévisée      | Ufotable                                | Tokyo MX           |                     |
| 4 octobre         | Log Horizon (saison 2)                                      | Série télévisée      | Satelight                               | NHK-E              |                     |
| 4 octobre         | Madan no Ō to Vanadis                                       | Série télévisée      | Satelight                               | AT-X               |                     |
| 4 octobre         | Magic Kaito 1412                                            | Série télévisée      | A-1 Pictures                            | YTV, Nippon TV     |                     |
| 4 octobre         | Ushinawareta Mirai o Motomete                               | Série télévisée      | feel.                                   | AT-X               |                     |
| 5 octobre         | Grisaia no kajitsu                                          | Série télévisée      | 8bit                                    | AT-X               |                     |
| 5 octobre         | Gugure! Kokkuri-san                                         | Série télévisée      | TMS Entertainment                       | TV Tokyo           |                     |
| 5 octobre         | Seven Deadly Sins                                           | Série télévisée      | A-1 Pictures                            | MBS, TBS           |                     |
| 5 octobre         | Sora no Method                                              | Série télévisée      | Studio 3Hz                              | Tokyo MX           |                     |
| 5 octobre         | Wolf Girl and Black Prince                                  | Série télévisée      | TYO Animations                          | Tokyo MX           |                     |
| 5 octobre         | World Trigger                                               | Série télévisée      | Toei Animation                          | TV Asahi           |                     |
| 6 octobre         | Ai Tenchi Muyo!                                             | Série télévisée      | AIC PLUS+                               | Tokyo MX           |                     |
| 6 octobre         | Inō-Battle wa Nichijō-kei no Naka de                        | Série télévisée      | Trigger                                 | TV Tokyo           |                     |
| 6 octobre         | Kaitō Joker                                                 | Série télévisée      | Shin-Ei                                 | Tokyo MX           |                     |
| 6 octobre         | Orenchi no Furo Jijō                                        | Série télévisée      | Asahi Production                        | BS11               |                     |
| 6 octobre         | Rage of Bahamut: Genesis                                    | Série télévisée      | MAPPA                                   | Sun TV             |                     |
| 6 octobre         | En selle, Sakamichi: Grande Road                            | Série télévisée      | TMS Entertainment                       | TV Tokyo           |                     |
| 7 octobre         | Yona : Princesse de l'aube                                  | Série télévisée      | Pierrot                                 | AT-X               |                     |
| 7 octobre         | Trinity Seven                                               | Série télévisée      | Seven Arcs                              | TV Tokyo           |                     |
| 8 octobre         | Daitoshokan no Hitsujikai                                   | Série télévisée      | Hoods Entertainment                     | AT-X               |                     |
| 8 octobre         | Gundam Build Fighters Try                                   | Série télévisée      | Sunrise                                 | TV Tokyo           |                     |
| 8 octobre         | Hi sCoool! SeHa Girl                                        | Série télévisée      | TMS Entertainment                       | Animax             |                     |
| 8 octobre         | Hitsugi no Chaika Avenging Battle (saison 2)                | Série télévisée      | Bones                                   | Tokyo MX           |                     |
| 8 octobre         | Parasite                                                    | Série télévisée      | Madhouse                                | Nippon TV          |                     |
| 9 octobre         | Ore, Twintail ni Narimasu.                                  | Série télévisée      | Production IMS                          | TBS                |                     |
| 9 octobre         | Psycho-Pass 2                                               | Série télévisée      | Production I.G                          | Fuji TV            |                     |
| 9 octobre         | Shirobako                                                   | Série télévisée      | P.A. Works                              | Tokyo MX           |                     |
| 9 octobre         | Yozakura Quartet Tsuki ni Naku                              | OAD 3                | Tatsunoko Production                    | DVD                |                     |
| 10 octobre        | Your Lie in April                                           | Série télévisée      | A-1 Pictures                            | Fuji TV            |                     |
| 11 octobre        | Bonjour Koiaji Pâtisserie                                   | Série télévisée      | Silver Link Connect                     | Niconico           |                     |
| 11 octobre        | HappinessCharge PreCure! Movie                              | Film                 | Toei Animation                          | Cinéma             |                     |
| 11 octobre        | Ronja, fille de brigand                                     | Série télévisée      | Studio Ghibli                           | NHK-BS             |                     |
| 11 octobre        | Yamato 2199: Tsuioku no Koukai                              | Film                 | Studio Xebec, AIC                       | Cinéma             |                     |
| 12 octobre        | Girl Friend Beta                                            | Série télévisée      | Silver Link                             | TV Tokyo           |                     |
| 12 octobre        | Sekai Seifuku – Épisode 13                                  | OAV                  | A-1 Pictures                            | Blu-ray            |                     |
| 16 octobre        | Yūki Yūna wa Yūsha de Aru                                   | Série télévisée      | Studio Gokumi                           | MBS                |                     |
| 17 octobre        | Alice in Borderland                                         | OAV                  | Silver Link                             | DVD                |                     |
| 18 octobre        | Mushishi: Zoku-shō (saison 2)                               | Série télévisée      | Artland                                 | Tokyo MX           |                     |
| 22 octobre        | Watamote – Épisode 13                                       | OAV                  | Silver Link                             | DVD                |                     |
| 22 octobre        | Seitokai Yakuindomo*                                        | OAV                  | GoHands                                 | Blu-ray            |                     |
| 25 octobre        | Black Butler: Book of Murder                                | OAV 1                | A-1 Pictures                            | Cinéma             |                     |
| 29 octobre        | New Prince of Tennis vs Genius10                            | OAV                  | Production I.G                          | /                  |                     |
| 15 novembre       | Black Butler: Book of Murder                                | OAV 2                | A-1 Pictures                            | Cinéma             |                     |
| 30 décembre       | Tales of Zestiria: Doushi no Yoake                          | OAV                  | Ufotable                                | Tokyo MX           |                     |
| 31 décembre       | Tsukimonogatari                                             | OAV                  | Shaft                                   | Tokyo MX           |                     |
| 31 décembre       | Tantei Kageki Milky Holmes TD                               | OAV                  | J. C. Staff                             | Tokyo MX           |                     |